# Gheorghe Sălăjean
Gheorghe Sălăjean (n. 13 martie 1935) este un fost deputat român în legislatura 1992-1996, ales în județul Satu-Mare pe listele partidului PDSR.